# L'occhio del ragno
L'occhio del ragno è un film del 1971 diretto da Roberto Bianchi Montero.

## Trama
L'ex pugile professionista Paul Valéry viene arrestato dopo una rapina in gioielleria, mentre due dei suoi complici scappano con il bottino. Con l'aiuto di Orson Krüger e Gloria, Paul progetta di scappare e mettere le mani sui gioielli.